# 彼得·莱尔德
彼得·艾伦·莱尔德（英语：Peter Alan Laird，1954年1月27日—）是一位美国漫画家和作家兼艺术家。他最广为人知的成就便是与艺术家凯文·伊斯特曼一起创造了举世闻名的动漫巨作：《忍者神龟》。